# Forces Armades de l'Uruguai
Les Forces Armades de l'Uruguai (en castellà i oficialment: Fuerzas Armadas del Uruguay) comprenen l'Exèrcit de l'Uruguai, la Marina de l'Uruguai (incloent el Cos de Fusellers Navals i l'aviació naval) i la Força Aèria Uruguaiana.
El 2003, l'Uruguai va tenir més de 2.500 soldats en 12 missions pacífiques de l'Organització de les Nacions Unides. Les tropes més grans es troben a la República Democràtica del Congo i a Haití. A la península de Sinaí es troben 85 tropes.
Les FFAA uruguaianes se subdivideixen en:
- Exèrcit de Terra
- Armada
- Força Aèria